# مراد میرزا
شاهزاده سلطان مراد میرزا (۸ ژوئن ۱۵۷۰ - ۱۲ مهٔ ۱۵۹۹ (۲۸ سال))، شاهزاده‌ای از تبار گورکانیان هند و دومین پسر اکبر کبیر، پادشاه گورکانی از همسرش سلیمه سلطان بیگم بود. مراد، پدربزرگ مادری نادره بانو بیگم، همسر داراشکوه (بزرگترین پسر شاه جهان) نیز بود.

## فرماندهی سپاه
اولین درجه نظامی خود را با دریافت "منصب" فرماندهی هفت‌هزار نفری دریافت کرد. در سال ۱۵۸۴، پس از اینکه رسیدن به سن بلوغ، تعداد این سپاهیان به نه‌هزار نفر افزایش یافت. از سال ۱۵۹۳ شاهزاده مراد فرماندهی ارتش در دکن را برعهده داشت. او عمدتاً به دلیل مستی در فرماندهی ناکارآمد بود. وضعیت او باعث شد که ابوالفضل جایگزین او شود که در اوایل ماه مه به اردوگاه مراد رسید.

## مرگ
مراد میرزا به دلیل لشکرکشی ناموفق خود به احمدنگر در غم و اندوهی مزمن فرو رفت و در مرگ پسرش رستم بیشتر به یأس فرو رفت و به شرابخواری زیاد روی آورد. این نوشیدن بیش از حد منجر به بیماری‌هایی مانند صرع و سوء هاضمه مزمن در او شد.
در فوریه ۱۵۹۹، مراد برای جلوگیری از رفتن به آگرا و ملاقات با امپراتور حرکت خود را به سمت احمدنگر آغاز کرد. در ۶ مه ۱۵۹۹، او تشنج شدیدی داشت و متعاقباً در ۱۲ مه در حالت بیهوشی در نزدیکی احمدنگر درگذشت.

## خانواده

### والدین
- پدر: اکبر
  - پدربزرگ: همایون
    - پدر پدربزرگ: بابر
    - مادر پدربزرگ: ماهم بیگم

  - مادربزرگ: حمیده بانو بیگم
    - پدر مادربزرگ: شیخ علی اکبر جامی
    - مادر مادربزرگ: ماه افروز بیگم
- مادر: سلیمه سلطان بیگم
  - پدربزرگ: نورالدین محمد میرزا
  - مادربزرگ: گلرخ بیگم 
    - پدر مادربزرگ: همایون
    - مادر مادربزرگ: دلدار بیگم

### خانواده
یکی از همسران مراد میرزا حبیبه بانو بیگم، دختر میرزا عزیز کوکا بود که پسر دایهٔ اکبر، جیجی آنگا بود. هنگامی که مراد هجده ساله بود، صاحب پسری به نام رستم میرزا (متولد: ۲۷ اوت ۱۵۸۸) شد ولی رستم میرزا نه سال عمر کرد و در ۳۰ نوامبر ۱۵۹۷ فوت کرد. او همچنین صاحب پسری به نام عالم سلطان میرزا بود که در تاریخ ۴ نوامبر ۱۵۹۰  به دنیا آمد و در کودکی فوت شد.
همسر دیگر مراد میرزا، دختر بهادرخان پسر راجه علی خان حاکم خاندیش بود. مراد از وی صاحب تک دخترش جهان بانو بیگم شد که جهان بانو با پرویز میرزا ازدواج کرد و مادر همسر داراشکوه، نادره بانو بیگم شد.